# Ängesön-Bergön
För andra betydelser, se Ängesön eller Bergön.
Ängesön-Bergön en ö i Hitis i kommunen Kimitoön i landskapet Egentliga Finland. Ängesön-Bergön hade tio mantalsskrivna invånare år 2011 och 2009 uppskattades antalet fritidsbosatta till 220. Ön ligger söder om Vänoxa från vilken den skiljs av ett trångt sund. 
Ängesön-Bergön ligger omkring 8 kilometer nordost om Hitislandet, 9 kilometer sydost om Dalsbruk och omkring 25 kilometer nordväst  om Hangö centrum.
Öns area är 5,21 kvadratkilometer och dess största längd är 4,5 kilometer i sydöst-nordvästlig riktning.